# Демчинська сільська рада
Демчинська сільська рада — колишня адміністративно-територіальна одиниця та орган місцевого самоврядування в Бердичівському районі і Бердичівській міській раді Бердичівської округи, Вінницької та Житомирської областей Української РСР з адміністративним центром у селі Демчин.

## Населені пункти
Сільській раді на час ліквідації були підпорядковані населені пункти:
- с. Демчин

## Історія та адміністративний устрій
Створена 1926 року в с. Демчин Малотатаринівської сільської ради Бердичівського району Бердичівської округи. 15 вересня 1930 року, внаслідок ліквідації Бердичівського району, сільська рада увійшла до складу Бердичівської міської ради. 28 червня 1939 року, відповідно до указу Президії Верховної ради УРСР «Про утворення Бердичівського сільського району Житомирської області», увійшла до складу відновленого Бердичівського району.
Станом на 1 вересня 1946 року сільська рада входила до складу Бердичівського району Житомирської області, на обліку в раді перебували с. Демчин та селище залізничної станції Демчин.
Ліквідована 11 серпня 1954 року, відповідно до указу Президії Верховної ради УРСР «Про укрупнення сільських рад по Житомирській області», територію та с. Демчин приєднано до складу Малосілківської сільської ради Бердичівського району Житомирської області.